# Kasteel van Hac
Het Kasteel van Hac (Frans: Château de Hac) is een kasteel in de Franse gemeente Le Quiou. Het kasteel is een beschermd historisch monument sinds 1993.